# Greg Antonacci
Greg Antonacci (New York, 2 febbraio 1947 – Massapequa, 20 settembre 2017) è stato un attore, regista, produttore cinematografico, sceneggiatore statunitense di origine italiana.
Occasionalmente ha lavorato come doppiatore.

## Biografia
Nacque a Hell's Kitchen, New York, da una famiglia di origine italiana. Lavorò come scrittore e attore in diverse serie televisive, come I Soprano dove interpretava Butch DeConcini, un potente membro della Famiglia Lupertazzi. Successivamente interpretò lo storico boss della Chicago Outfit John Torrio nella serie televisiva Boardwalk Empire - L'impero del crimine.

## Filmografia parziale

### Cinema
- Cose nostre - Malavita (The Family), regia di Luc Besson (2013)

### Televisione
- Provaci ancora Lenny (Busting Loose) – serie TV, 19 episodi (1977)
- Agenzia Rockford (The Rockford Files) – serie TV, 2 episodi (1978-1979)
- I Soprano (The Sopranos) – serie TV, 9 episodi (2006-2007) – Butch DeConcini
- Boardwalk Empire - L'impero del crimine (Boardwalk Empire) – serie TV, 10 episodi (2010)